# 内江駅
内江駅（ないこうえき）は中華人民共和国四川省内江市市中区壕子口に位置する中国国鉄成都鉄路局が管轄する駅である。

## 所属路線
- 中国国鉄
  - 成渝線：成都駅起点より219km、重慶駅終点まで285km
  - 内昆線：本駅が起点、六盤水駅まで525km、昆明駅終点まで六盤水経由で915km

## 駅構造
- 単式ホーム1面、島式ホーム1面の地上駅である。駅舎とホームとの間に地下道を持つ。旅客線は3本、貨物線は9本の線路を持つ。旅客の区段駅である。貨物扱い設備と操車場（橫向橫列式一級二場、発着線9本、仕分け線12本）を有する。

## 利用状況
各種別を含め2010年3月現在、毎日三十数本の旅客列車が発着する。貨物は少量の発着と列車組成を扱う。

## 歴史
- 1951年 - 建設開始した[2]。
- 1951年12月6日 - 成渝線が重慶から内江まで軌道敷設された[3]。同年12月20日に重慶～内江間の臨時運営が開始された。
- 1952年7月 - 成渝線全線が開通し[4]、号志口駅として運営開始した。当時は五等駅であった[2]。
- 1958年 - 拡張工事を開始した[2]。
- 1958年11月 - 内宜支線（後の内昆線の一部）が宜賓まで開通し、運営開始した[2]。
- 1961年9月5日 - 拡張工事が完成し、二等駅となった[2]。
- 1965年 - 号志口駅から内江駅に改名し、同時にそれまでの内江駅は内江東駅へと改名した[2]。
- 1970年10月 - 第二次拡張工事を開始した[2]。
- 1974年2月 - 第二次拡張工事が完成した[2]。
- 1986年12月 - 拡張した新駅舎を建設開始した[2]。
- 1989年10月 - 一等駅となった[2]。
- 1991年年末 - 新駅舎等の工事が完成し使用開始した[2]。
- 1995年 - 成渝高速道路が全線開通した[5]。 その開通前に内江駅の発展はピークを迎えた。一日あたり、貨物列車171本、旅客列車44本が発着した。当時は北は西安、南は南寧と広州、西は攀枝花、東は武昌へと直通する列車があった。しかし、成渝高速道路の開通後は旅客、貨物共に扱いが減り、停車する列車の本数も年を追う毎に減少した。
- 2002年 - 内昆線が全通した[6]。内江駅は枢軸的地位を回復した。
- 2006年 - 遂渝線が開通した。成都～重慶間の大部分の旅客列車は達成線と遂渝線経由で運行される様になったが、貨物列車の量は変わらなかった。一日あたり、貨物列車180本前後、旅客列車22本が発着した。

## 隣の駅
中国国鉄
成渝線
史家郷駅 - 内江駅 - 内江東駅
内昆線
内江駅 - 内江南駅